# Teatro Ebraico Ester Rachel e Ida Kaminska

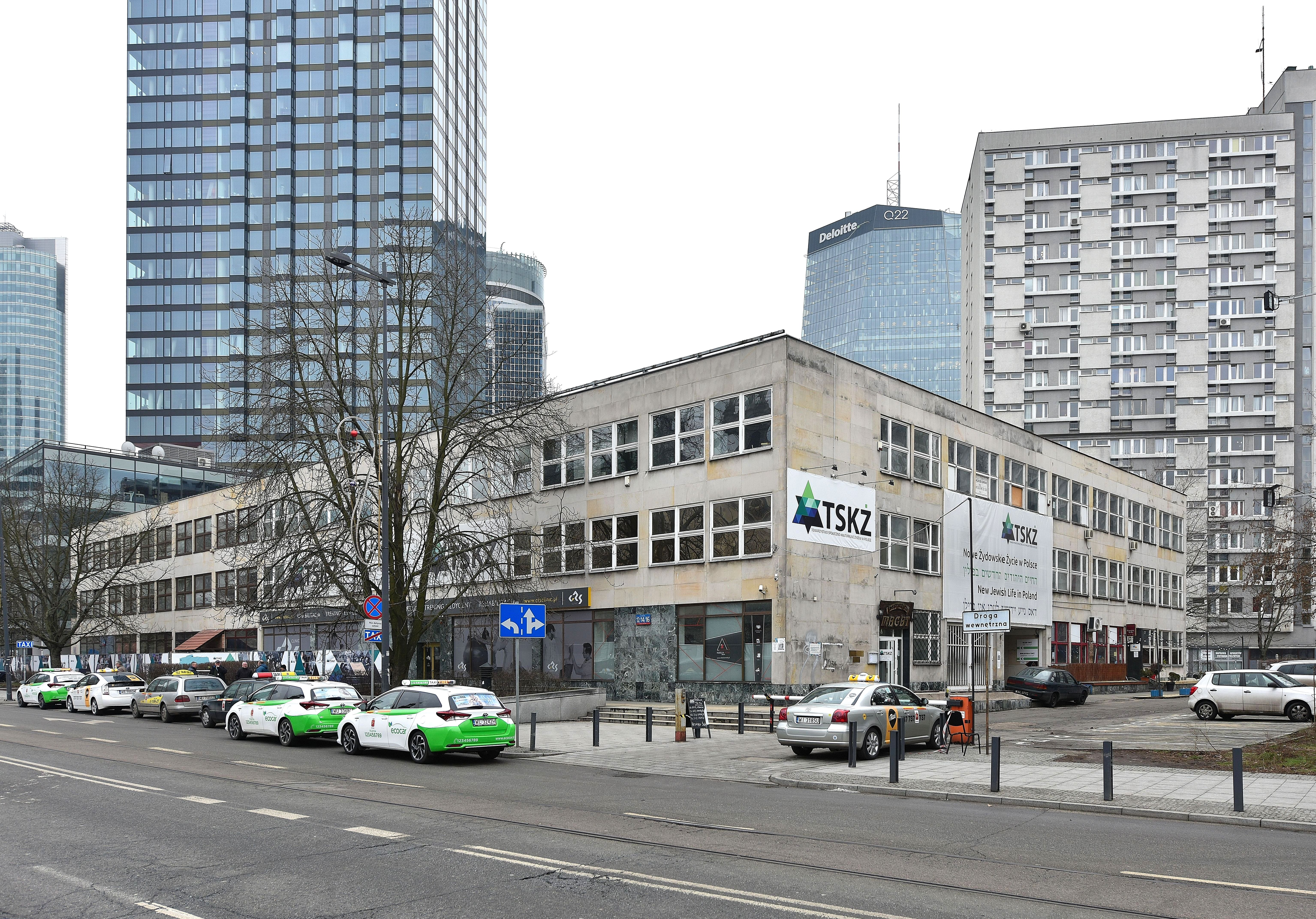
L'ex edificio del teatro in Piazza Grzybowski. L'edificio è stato demolito nel 2017.

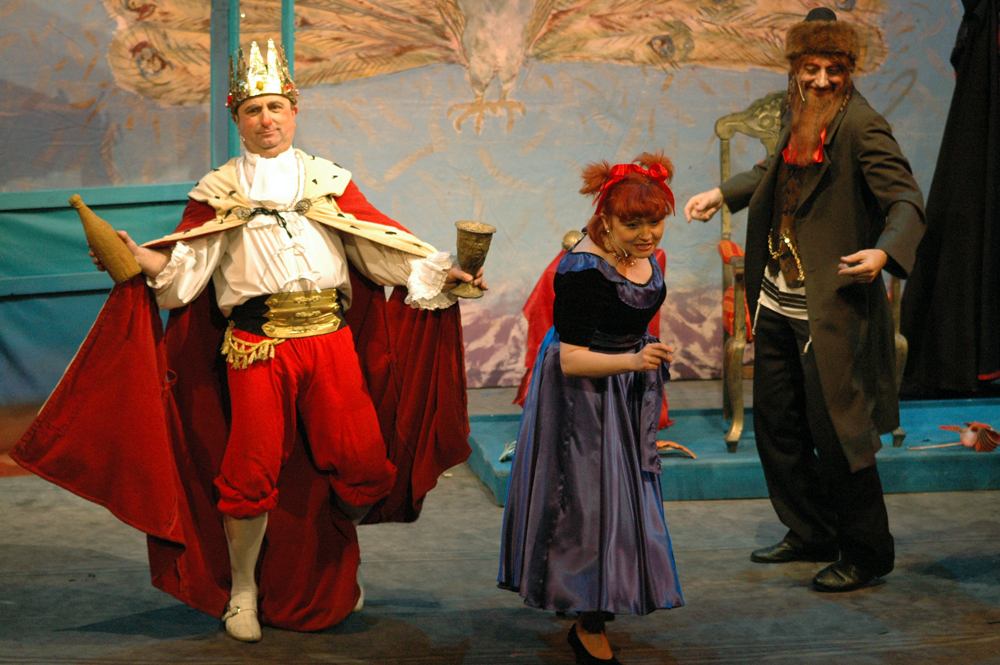
Spettacolo Spiel Purim in Yiddish, Marzo 2009

Il Teatro Ebraico Ester Rachel e Ida Kaminska (in polacco Teatr Żydowski im. Estery Racheli i Idy Kamińskich) è un'istituzione teatrale statale di Varsavia, capitale della Polonia. Prende il nome dall'attrice ebreo-polacca Ester Rachel Kamińska, definita la "madre del teatro yiddish" e da sua figlia, l'attrice nominata all'Oscar Ida Kamińska, la quale ha diretto il teatro e recitato nelle sue produzioni dal momento della sua fondazione fino al 1968.

## Storia
Il Teatro Ebraico di Stato è stato formato nel 1950 da due compagnie teatrali che si sono esibite a Breslavia e Łódź nel periodo 1945–50. Il teatro ha lavorato in entrambe le città negli anni successivi e ha dato spettacoli in tutta la Polonia. Nel 1955 si trasferì definitivamente a Varsavia. Dal 1970 si esibisce nel proprio edificio in piazza Grzybowski.
Fin dal suo inizio il teatro ha cercato di continuare le ricche tradizioni dei palcoscenici teatrali ebraici prebellici in Polonia. Gli spettacoli teatrali vengono mostrati in polacco e yiddish (sono disponibili le cuffie con traduzione in polacco).
Il teatro coltiva la creatività del grande dramma ebraico. Il suo repertorio comprende le migliori opere di Abraham Goldfaden, Mendele Moicher Sforim, Sholom Aleichem, Isacco Leyb Peretz e Jacob Gordin.
Il presidente del teatro è stato, negli anni dal 1970 al 2014, l'attore Szymon Szurmiej.